# 贝希施泰特
贝希施泰特是德国图林根州的一个市镇。总面积3.46平方公里，总人口163人，其中男性80人，女性83人（2011年12月31日），人口密度47人/平方公里。